# Bosc Estatal de les Llançades
El Bosc Estatal de les Llançades (en francès, oficialment, Forêt Domaniale des Llançades) és un bosc del terme comunal d'Aiguatèbia i Talau, a la comarca del Conflent, de la Catalunya del Nord.
Està situat al sud-est del terme d'Aiguatèbia i Talau, al nord-est de la Serra i del Puig de Clavera i a ponent del Serrat del Cortal.
El bosc està sotmès a una explotació gestionada per l'Office National des Forêts (ONF); la propietat del bosc és de l'estat francès, ja que procedeix d'antigues propietats reials. Té el codi identificador de l'ONF F16208J.